# Wereldkampioenschap backgammon
Het wereldkampioenschap backgammon vond in 1967 plaats in Las Vegas. In 1975 verhuisde het evenement naar de Bahama's. In 1976 kreeg het evenement de titel "The World Backgammon Championship". Sinds 1978 vindt het kampioenschap ieder jaar in Monte Carlo plaats in het hotel "The Fairmont Monte Carlo".
Driemaal werd een vrouw wereldkampioene, dat was in 1973, 1981 en 2000. Philip Vischjager is de enige Nederlandstalige die ooit wereldkampioen werd. Hij won in 2006 de 31e editie van het evenement dat plaatsvond van 10 juli 2006 tot 16 juli 2006.
| Jaar | Naam                 | Land               | Plaats             |
| ---- | -------------------- | ------------------ | ------------------ |
| 1967 | Tim Holland          | USA                | Las Vegas          |
| 1968 | Tim Holland          | USA                | Las Vegas          |
| 1969 | Alice Topping        | USA                | Las Vegas          |
| 1970 | geen kampioenschap   | geen kampioenschap | geen kampioenschap |
| 1971 | Tim Holland          | USA                | Las Vegas          |
| 1972 | Oswald Jacoby        | USA                | Las Vegas          |
| 1973 | Carol Crawford       | USA                | Las Vegas          |
| 1974 | Claude Beer          | USA                | Las Vegas          |
| 1975 | Billy Eisenberg      | USA                | Bahama's           |
| 1976 | Baron Vernon Ball    | USA                | Bahama's           |
| 1976 | Joe Dwek             | GBR                | Monte Carlo        |
| 1977 | Ken Goodman          | USA                | Bahama's           |
| 1977 | Jean Noel Grinda     | FRA                | Monte Carlo        |
| 1978 | Paul Magriel         | USA                | Bahama's           |
| 1978 | Richard de Surmont   | FRA                | Monte Carlo        |
| 1979 | Luigi Villa          | ITA                | Monte Carlo        |
| 1980 | Walter Coratella     | MEX                | Monte Carlo        |
| 1981 | Lee Genud            | USA                | Monte Carlo        |
| 1982 | Jacques Michel       | SUI                | Monte Carlo        |
| 1983 | Bill Robertie        | USA                | Monte Carlo        |
| 1984 | Mike Svobodny        | USA                | Monte Carlo        |
| 1985 | Charles-Henri Sabet  | ITA                | Monte Carlo        |
| 1986 | Clement Palacci      | ITA                | Monte Carlo        |
| 1987 | Bill Robertie        | USA                | Monte Carlo        |
| 1988 | Phillip Marmorstein  | GER                | Monte Carlo        |
| 1989 | Joe Russell          | USA                | Monte Carlo        |
| 1990 | Hal Heinrich         | CAN                | Monte Carlo        |
| 1991 | Michael Meyburg      | GER                | Monte Carlo        |
| 1992 | Ion Ressu            | ROU                | Monte Carlo        |
| 1993 | Peter Jes Thomsen    | DEN                | Monte Carlo        |
| 1994 | Frank Frigo          | USA                | Monte Carlo        |
| 1995 | David Ben-Zion       | ISR                | Monte Carlo        |
| 1996 | David Nahmad         | ISR                | Monte Carlo        |
| 1997 | Jerry Grandell       | SWE                | Monte Carlo        |
| 1998 | Michael Meyburg      | GER                | Monte Carlo        |
| 1999 | Jörgen Granstedt     | SWE                | Monte Carlo        |
| 2000 | Katie Scalamandre    | USA                | Monte Carlo        |
| 2001 | Jörgen Granstedt     | SWE                | Monte Carlo        |
| 2002 | Mads Andersen        | DEN                | Monte Carlo        |
| 2003 | Jon Kristian Røyset  | NOR                | Monte Carlo        |
| 2004 | Peter Hallberg       | DEN                | Monte Carlo        |
| 2005 | Dennis Carlston      | USA                | Monte Carlo        |
| 2006 | Philip Vischjager    | NED                | Monte Carlo        |
| 2007 | Jorge Pan            | ARG                | Monte Carlo        |
| 2008 | Lars Trabolt         | DEN                | Monte Carlo        |
| 2009 | Masayuki Mochizuki   | JPN                | Monte Carlo        |
| 2010 | Lars Bentzon         | DEN                | Monte Carlo        |
| 2011 | Takumitsu Suzuki     | JPN                | Monte Carlo        |
| 2012 | Nevzat Dogan         | DEN                | Monte Carlo        |
| 2013 | Vyacheslav Pryadkin  | UKR                | Monte Carlo        |
| 2014 | Akiko Yazawa         | JPN                | Monte Carlo        |
| 2015 | Ali Cihangir Çetinel | TUR                | Monte Carlo        |
| 2016 | Jörgen Granstedt     | SWE                | Monte Carlo        |